# C’Mon
C’Mon – singel amerykańskiej piosenkarki Keshy, wydany 7 stycznia 2013 roku nakładem wytwórni fonograficznej RCA Records. Utwór został wydany jako drugi singel promujący album Warrior. Piosenkę wyprodukował Dr. Luke, Max Martin, Cirkut i Benny Blanco, którzy napisali ją wspólnie z Keshą i Bonnie McKee.
22 grudnia 2012 roku Kesha poinformowała za pośrednictwem Twittera, że jest w trakcie kręcenia teledysku do kolejnego singla. Oficjalna premiera teledysku odbyła się 11 stycznia 2013 roku na oficjalnym kanale Ke$hy na portalu YouTube, jego reżyserią zajął się Darren Craig.

## Listy utworów i formaty singla
- Digital download[5]

1. "C’Mon" – 3:34

- C’mon (Remixes) – EP[6]

1. "C’mon" - 3:34
2. "C’mon" (Wideboys Club Mix) – 5:51
3. "C’mon" (Wideboys Radio Mix) – 3:52
4. "C’mon" (Cutmore Club Mix) – 6:08
5. "C’mon" (Cutmore Radio Mix) – 3:57

## Notowania i certyfikaty
| Lista (2012-13)                          | Pozycja |
| ---------------------------------------- | ------- |
| Australia (ARIA)                         | 19      |
| Austria (Ö3 Austria Top 40)              | 64      |
| Belgia (Ultratop 50 Flandria)            | 4       |
| Belgia (Ultratop 50 Walonia)             | 6       |
| Kanada (Canadian Hot 100)                | 16      |
| Czechy (IFPI)                            | 49      |
| Francja (SNEP)                           | 181     |
| Niemcy (Media Control AG)                | 79      |
| Irlandia(IRMA)                           | 33      |
| Nowa Zelandia (RIANZ)                    | 22      |
| Korea Południowa (GAON)                  | 2       |
| Słowacja (IFPI)                          | 56      |
| Wielka Brytania(Official Charts Company) | 70      |
| US (Billboard Hot 100)                   | 27      |
| US Pop Songs (Billboard)                 | 9       |
| US Hot Dance Club Songs (Billboard)      | 16      |
| US Adult Pop Songs (Billboard)           | 27      |

| Kraj             | Certyfikat | Sprzedaż |
| ---------------- | ---------- | -------- |
| Australia (ARIA) | Złoto      | 35,000+  |

## Historia wydania
| Kraj              | Data             | Format             |
| ----------------- | ---------------- | ------------------ |
| Stany Zjednoczone | 7 stycznia 2013  | Mainstream radio   |
| Stany Zjednoczone | 28 stycznia 2013 | Hot AC radio       |
| Wielka Brytania   | 1 marca 2013     | Digital remixes EP |
| Niemcy            | 15 marca 2013    | Digital remixes EP |
| Niemcy            | 29 marca 2013    | CD single          |